# Campionati europei di karate
I campionati europei di karate sono la massima competizione continentale di karate sportivo. Viene organizzato ogni anno dalla EKF in una città differente.

## Edizioni
| Edizione | Sede                                         | Vincitore del medagliere |
| -------- | -------------------------------------------- | ------------------------ |
| 1966     | Parigi                                       | Francia                  |
| 1967     | Londra                                       | Francia                  |
| 1968     | Parigi                                       | Francia                  |
| 1969     | Londra                                       | Francia                  |
| 1970     | Amburgo                                      | Francia                  |
| 1971     | Parigi                                       | Francia                  |
| 1972     | Bruxelles                                    | Francia                  |
| 1973     | Valencia                                     | Francia                  |
| 1974     | Londra                                       |                          |
| 1975     | Ostenda                                      | Francia                  |
| 1976     | Teheran                                      |                          |
| 1977     | Parigi                                       |                          |
| 1978     | Ginevra                                      | Regno Unito              |
| 1979     | Helsinki                                     | Paesi Bassi              |
| 1980     | Barcellona                                   | Italia                   |
| 1981     | Venezia                                      | Italia                   |
| 1982     | Göteborg                                     |                          |
| 1983     | Madrid                                       |                          |
| 1984     | Parigi                                       | Italia                   |
| 1985     | Oslo                                         | Spagna                   |
| 1986     | Madrid                                       | Italia                   |
| 1987     | Glasgow                                      | Italia                   |
| 1988     | Genova                                       | Italia                   |
| 1989     | Titograd                                     | Francia                  |
| 1990     | Vienna                                       |                          |
| 1991     | Hannover                                     | Spagna                   |
| 1992     | Boscoducale                                  | Spagna                   |
| 1993     | Praga                                        | Spagna                   |
| 1994     | Birmingham                                   | Francia                  |
| 1995     | Helsinki                                     | Francia                  |
| 1996     | Parigi                                       | Francia                  |
| 1997     | Santa Cruz de Tenerife                       | Francia                  |
| 1998     | Belgrado                                     | Italia                   |
| 1999     | Calcide                                      | Francia                  |
| 2000     | İstanbul                                     | Francia                  |
| 2001     | Sofia                                        | Spagna                   |
| 2002     | Tallinn                                      | Francia                  |
| 2003     | Brema                                        | Francia                  |
| 2004     | Mosca                                        | Francia                  |
| 2005     | San Cristóbal de La Laguna                   | Spagna                   |
| 2006     | Stavanger                                    | Spagna                   |
| 2007     | Bratislava                                   | Italia                   |
| 2008     | Tallinn                                      | Spagna                   |
| 2009     | Zagabria                                     | Spagna                   |
| 2010     | Atene                                        | Italia                   |
| 2011     | Zurigo                                       | Italia                   |
| 2012     | Santa Cruz de Tenerife                       | Italia                   |
| 2013     | Budapest                                     | Turchia                  |
| 2014     | Tampere                                      | Italia                   |
| 2015     | Istanbul                                     | Spagna                   |
| 2016     | Montpellier                                  | Francia                  |
| 2017     | Kocaeli                                      | Turchia                  |
| 2018     | Novi Sad                                     | Spagna                   |
| 2019     | Guadalajara                                  | Spagna                   |
| 2020     | Baku (annullati per la pandemia di COVID-19) |                          |
| 2021     | Parenzo                                      | Turchia                  |
| 2022     | Gaziantep                                    | Turchia                  |
| 2023     | Guadalajara                                  | Germania                 |
| 2024     | Zara                                         |                          |